# پارک جونگ-چون
پارک جونگ-چون (انگلیسی: Park Jong-chun؛ زادهٔ ۱۳ مهٔ ۱۹۶۰) بازیکن بسکتبال اهل کره جنوبی بود. وی در بازی‌های المپیک تابستانی ۱۹۸۸ شرکت کرده‌است.